# Jutespinnerei (Potsdam)

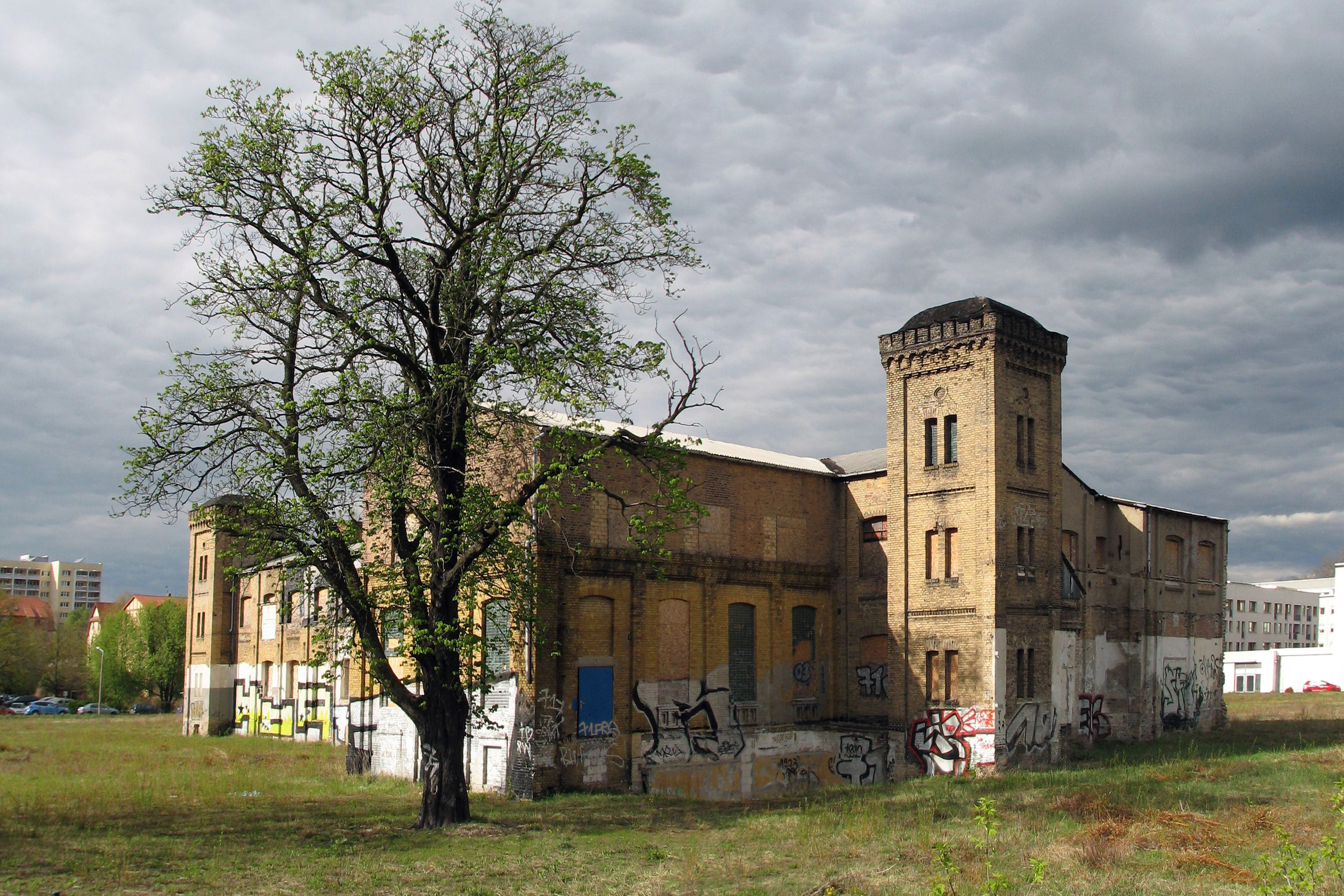
Ansicht gegen Nordwesten, 2011

Das Fabrikgebäude der Deutschen Jute-Spinnerei und Weberei in Potsdam ist ein Klinkerbauwerk am Nutheufer im Potsdamer Stadtteil Zentrum Ost. Es wurde – damals auf Neuendorfer Gemarkung – 1863 erbaut und danach mehrfach erweitert. Ab 2014 wurde es nach jahrelangem Verfall saniert und die frühere Werkhalle und das Maschinenhaus bis 2017 zur Wohnanlage Jute-Lofts umgebaut. Das Gebäude steht unter Denkmalschutz und gehört zu den ältesten erhalten gebliebenen Gebäuden der Jutespinnindustrie auf dem europäischen Festland.

## Geschichte

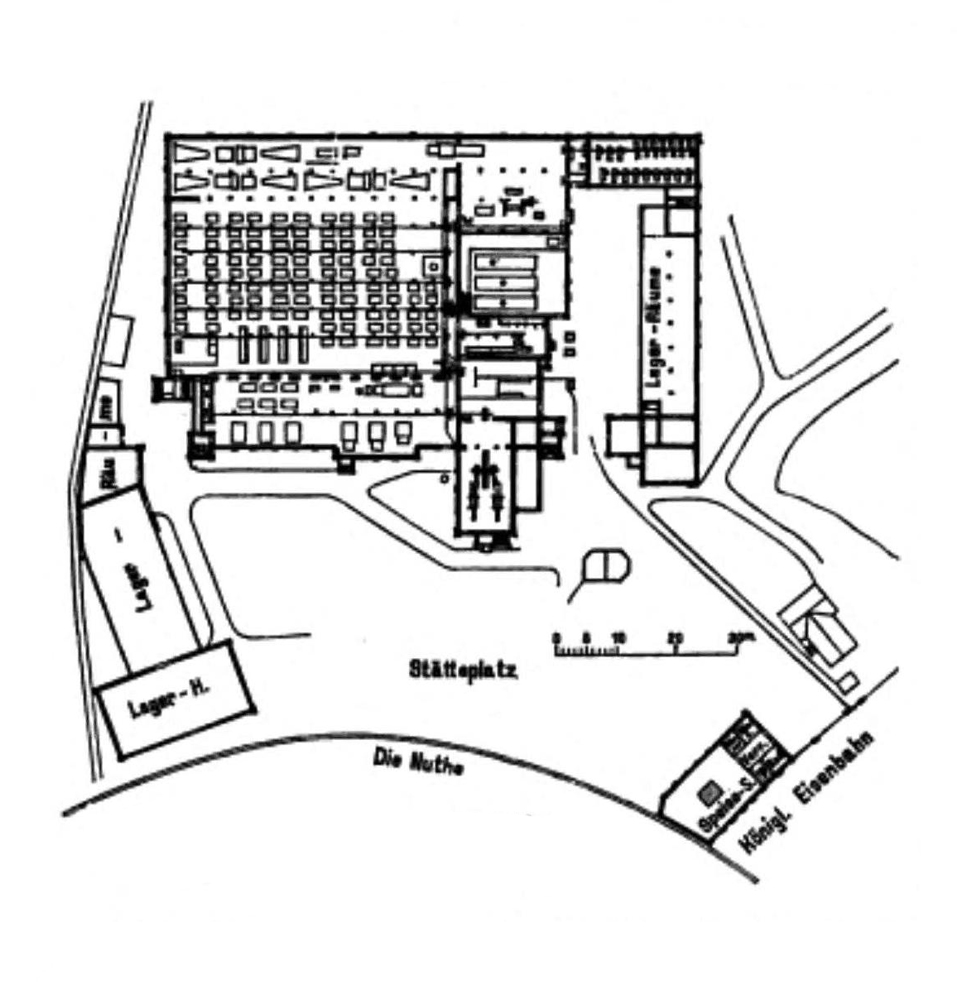
Lageplan der Jute-Spinnerei, 1896. Unten ist die Schiffsanlegestelle an der Nuthe zu erkennen.

### Aufstieg und Niedergang
Nowawes ist seit seiner Gründung ein Zentrum des Weberhandwerks. Im Zuge der Industrialisierung Mitte des 19. Jahrhunderts ging man dazu über, die Produktion der Textilien von der bisherigen Heimarbeit auf moderne industrielle Methoden umzustellen. Die Gebrüder Julius und L. Robert Arntz sowie Carl Mathias und Carl Otto Busch gründeten 1862 am Ufer der Nuthe Potsdams erste Industrie-Spinnerei. Ab 1865 führten die Brüder Arntz das Geschäft in Eigenregie und wandelten das Unternehmen in eine Aktiengesellschaft um. Auf dem Gelände am Nuthe-Ufer entstanden ab 1863 Fabrikhalle, Anlegestelle und das private Wohnhaus der Inhaber nach Entwurf von Hugo Menze (heute Friedrich-List-Straße 8). Der Architekt des ursprünglichen Fabrikgebäudes – einer der ersten mehrgeschossigen Bauten in Nowawes – ist bislang nicht bekannt. Vom Hamburger Hafen aus transportierten Lastkähne über Elbe, Oder und Havel die Ballen aus Roh-Jute, die die Arntz-Brüder aus Amerika, Indien und Russland bezogen, direkt vor die Fabrik. Dort wurden sie zu Garnen, Säcken und Textilgeweben verarbeitet.
Nach einem Großbrand übernahm 1881 die Deutsche Jutespinnerei und Weberei AG Meißen die Fabrik und erweiterte die ursprüngliche Anlage 1884 um das noch heute bestehende Maschinenhaus (vermutlich nach Plänen von Hofmaurermeister Ernst Petzholtz) und zahlreiche weitere Bauten wie Lagerhäuser, Bäder und Aufenthaltsräume für die Arbeiter; 1889 kam die Ufermauer an der Nuthe hinzu. Mit 327 Webstühlen im Einsatz war sie 1887 die zweitgrößte Jute-Spinnerei des Deutschen Reiches. Wirtschaftliche Schwierigkeiten führten 1932 zum Verkauf der Spinnerei an die Braunschweigische Aktiengesellschaft für Jute- und Flachs-Industrie. Der Luftangriff auf Potsdam am 14./15. April 1945 vernichtete weite Teile des Spinnereigeländes, nicht jedoch das alte Fabrikgebäude. Zur DDR-Zeit wurde das Fabrikareal teilweise mit Wohnblöcken bebaut; das alte Spinnereigebäude diente als Lager für Kosmetika.

### Vom Fabrikgelände zum „Jute-Kiez“
Nach der Wende standen die Fabrikgebäude mehrere Jahre leer und verfielen. Mit Ausnahme des Fabrikgebäudes von 1863, der Fabrikantenvilla Arntz und des Gästehauses wurden 2006 sämtliche Gebäude auf dem Areal der früheren Jute-Spinnerei abgebrochen.
Aktuell entwickelt die Jutespinnerei Potsdam Vermögensverwaltungsgesellschaft Pläne, das Fabrikgelände in einen neuen Stadtteil mit dem Namen Jute-Kiez umzuwandeln. Vorgesehen ist eine Bebauung mit Mehrfamilienhäusern und kleineren Gewerbeeinheiten, die von Parkgrün durchzogen sind. Im ersten Schritt entstehen im historischen Gebäude der Jute-Spinnerei 29 Eigentumswohnungen unter der Bezeichnung Jute-Lofts. Die Planung obliegt Architekt Peter Schube aus Magdeburg, der Vertrieb dem durch Dipl.-Kaufmann Erik Roßnagel vertretenen Unternehmen Terraplan aus Nürnberg. Um 2020 wurden erste fertiggestellte Wohnungen vermarktet.

## Architektur

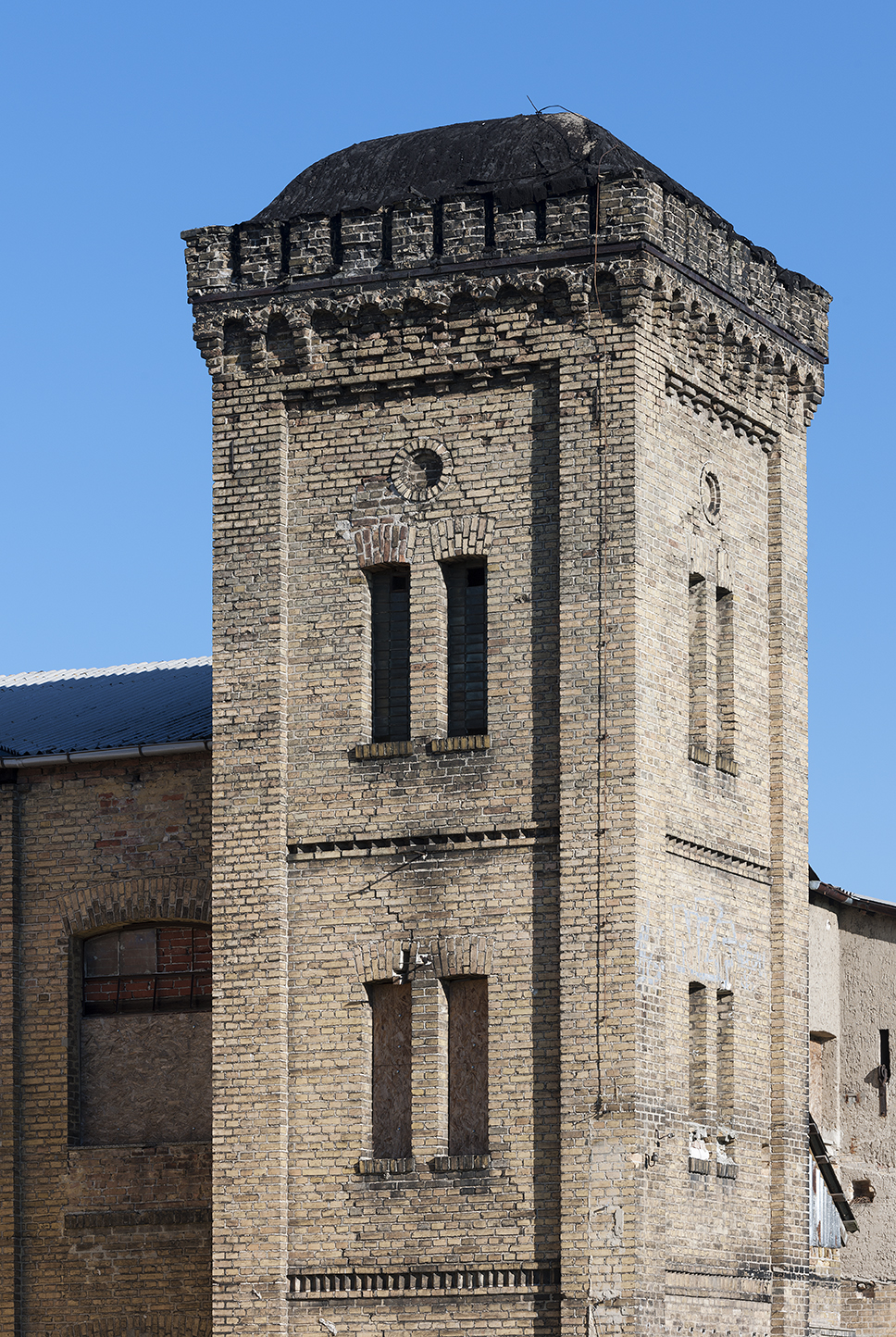
Östlicher Treppenturm mit Konsolfries und Zinnenkranz, 2014

### „Fabrikpalast“ der Industrialisierung
Im Unterschied zu späteren Epochen legte man in der Zeit der Industrialisierung Wert auf eine repräsentative Gestaltung von Fabrikgebäuden. Wie die neu entstehenden Großbahnhöfe galten die „Fabrikpaläste“ als Zeugnisse für den neuen Wohlstand, den die Gesellschaft den Errungenschaften von Technik und Wirtschaft verdankte.
Potsdams erste Industrie-Spinnerei erhielt eine stadtbildprägende, zur Nuthe hin ausgerichtete Schaufassade aus gelbem Klinker, die von zwei Treppentürmen eingefasst wurde. Neben weiteren Einzelheiten wie den Konsolfriesen und den Zinnen-Bekrönungen an den Dachtraufen verleihen sie der Fabrik die Anmutung einer Burg. Diese Gestaltung ist typisch für den um 1830 aus England übernommenen „Castellated Style“, der sich in Potsdam unter anderem in der Planung von Schloss Babelsberg niederschlug.
Um die Arbeitsplätze der Spinner, Weber und Maschinisten bestmöglich zu belichten und für eine ausreichende Belüftung zu sorgen, wurden die Längsseiten des Fabrikgebäudes in großen Segmentbogenfenstern geöffnet.

### Sanierung

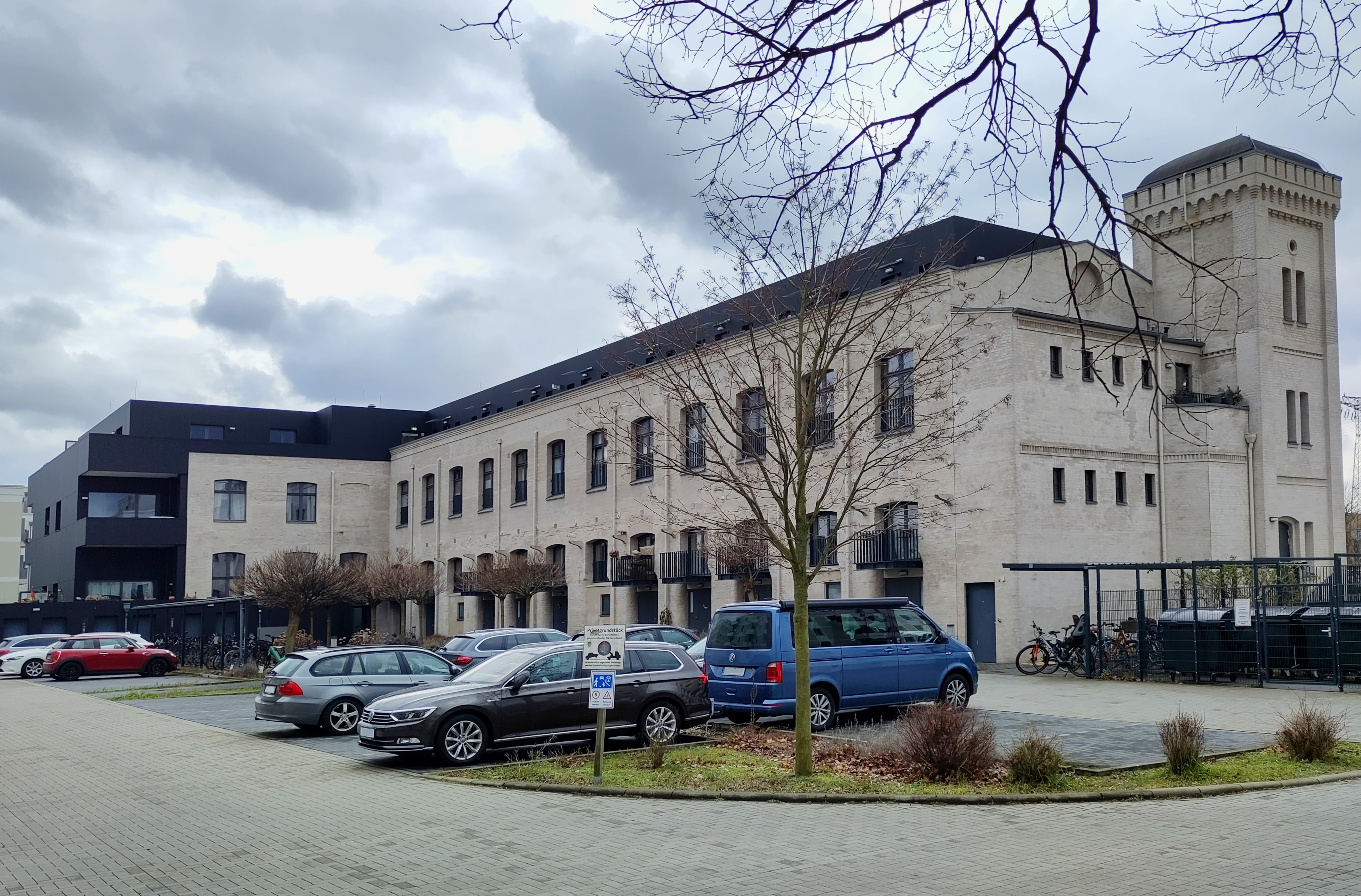
Gebäude nach der Sanierung, Ansicht von Nord-West, 2025

Im Rahmen der Sanierung ist vorgesehen, das Fabrikgebäude wieder seinem ursprünglichen Aussehen anzunähern. Die durch Anbauten und Witterung beschädigte Schaufassade zur Nuthe mit den Ecktürmen soll wiederhergestellt werden; im nordöstlichen Teil wird ein Anbau in zeitgenössischen Formen errichtet. Im Inneren sollen in Maschinenhaus und Anbau eingeschossige Wohneinheiten, in der früheren Werkhalle übereinander angeordnete Maisonetten eingerichtet werden. Um die Wirkung der Front zum Fluss hin nicht zu beeinträchtigen, sollen die Terrassen der Maisonette-Wohnungen im Dachgeschoss hinter den rekonstruierten Zinnenkranz gelegt werden.

## Zustand vor der Sanierung 2014

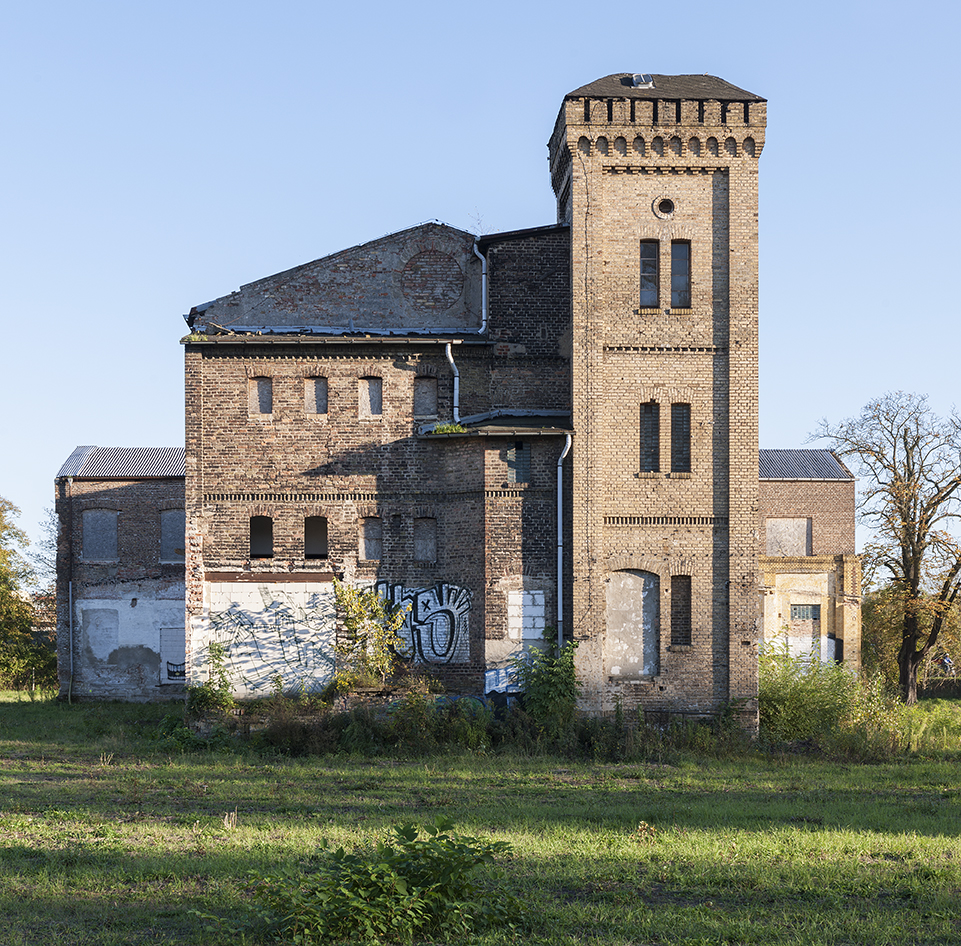
Westfassade
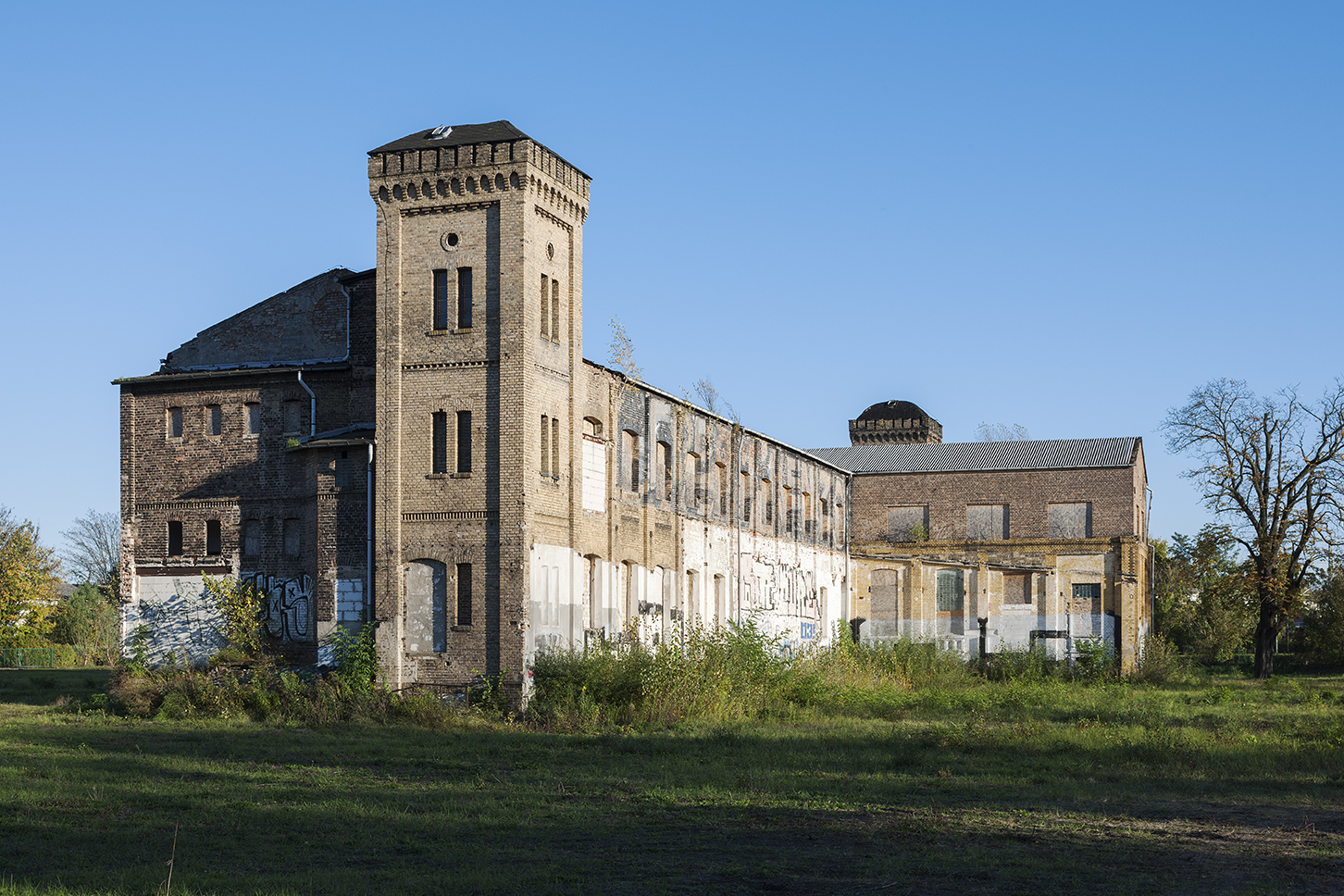
Ansicht von Südwesten
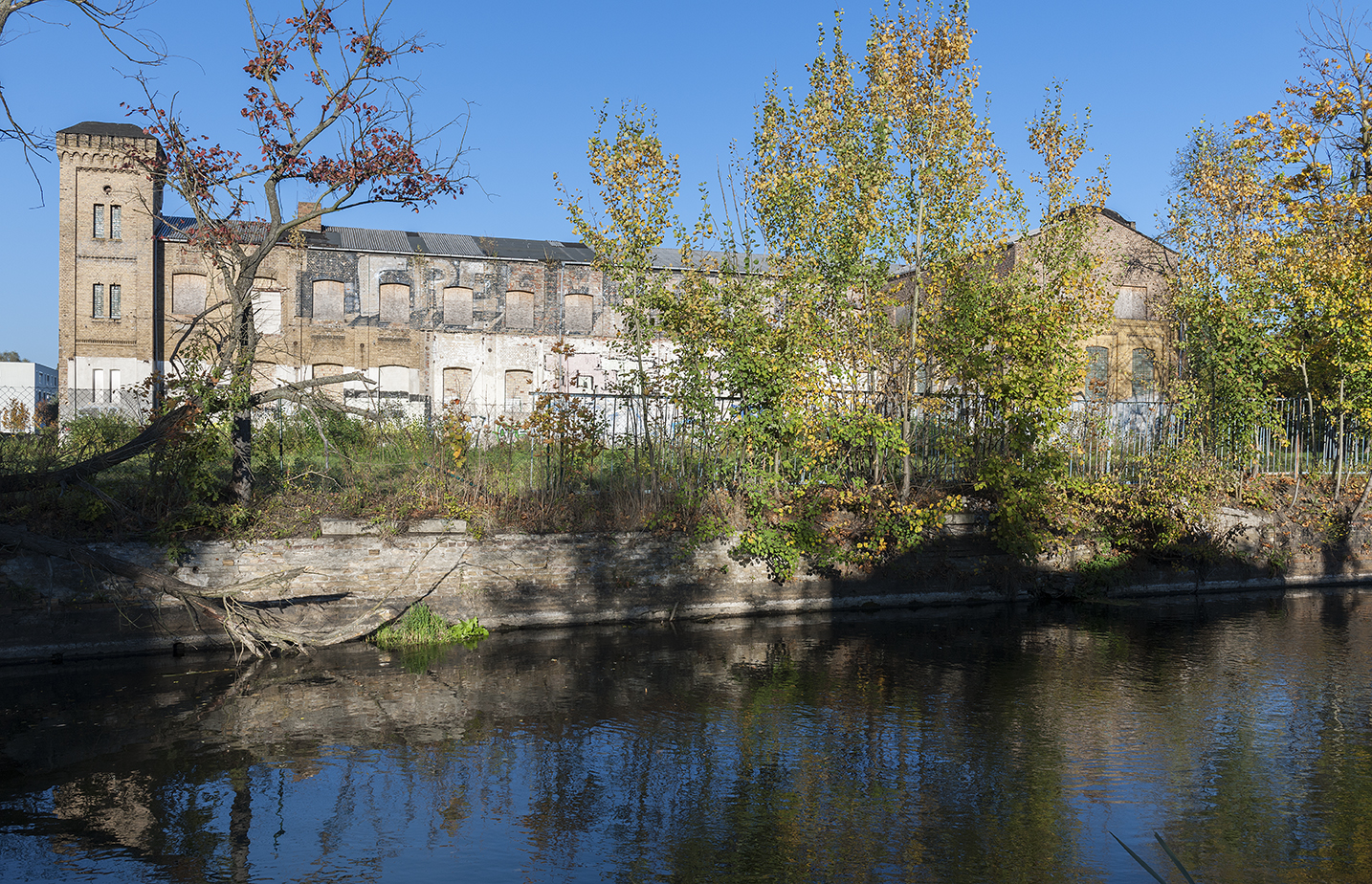
Ufermauer an der Nuthe
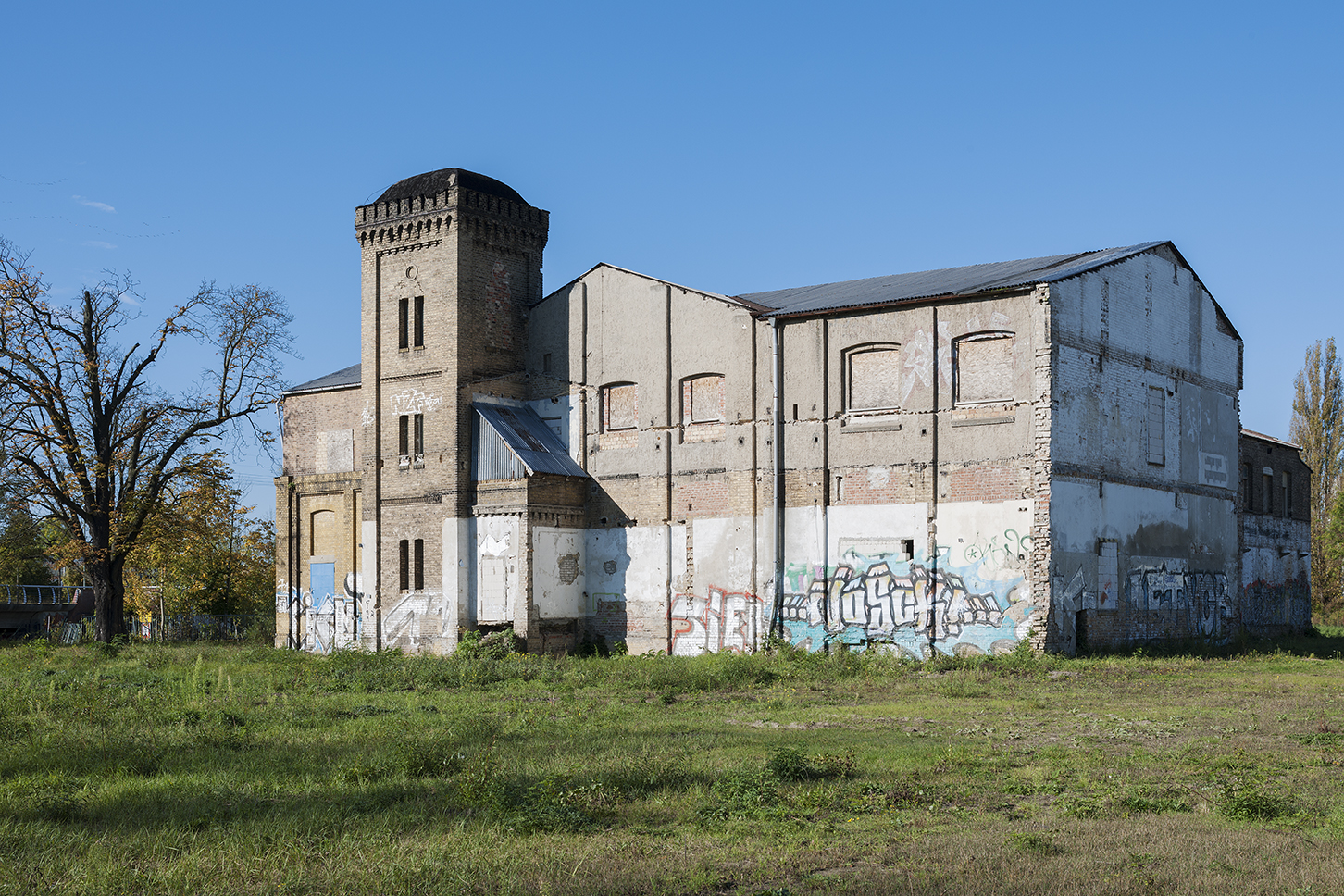
Anbau im Nordosten
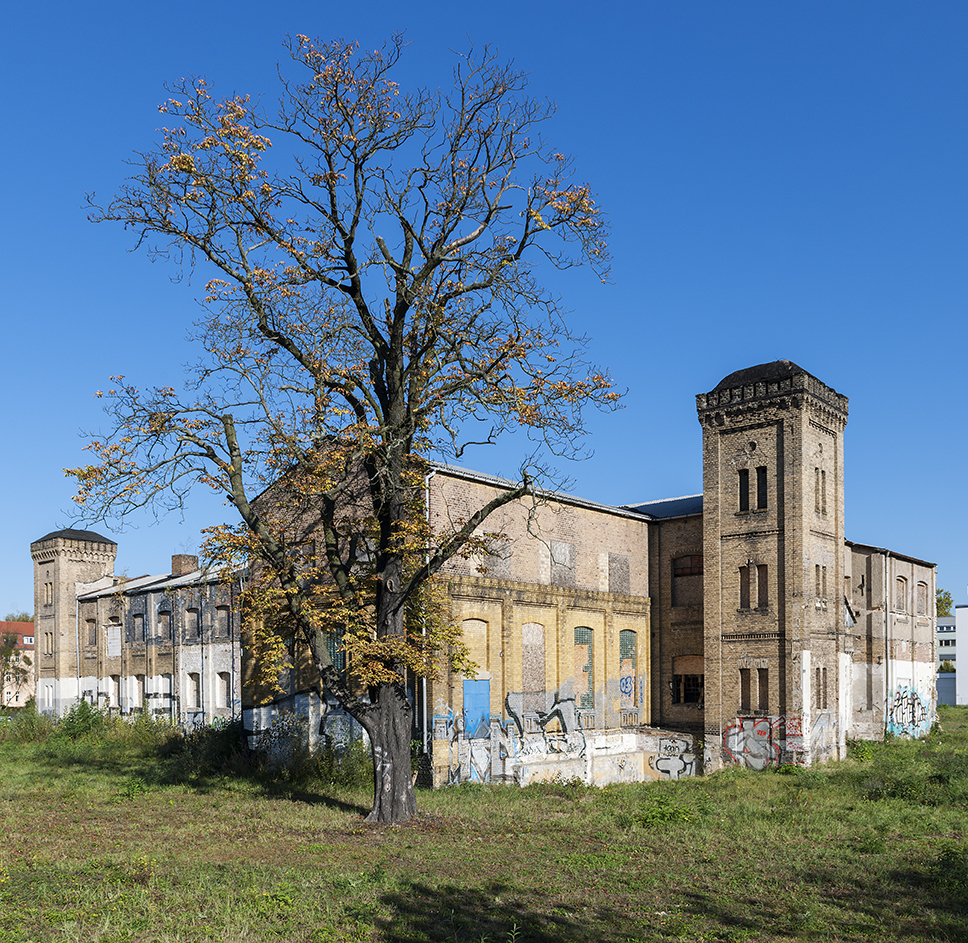
Ansicht von Südosten
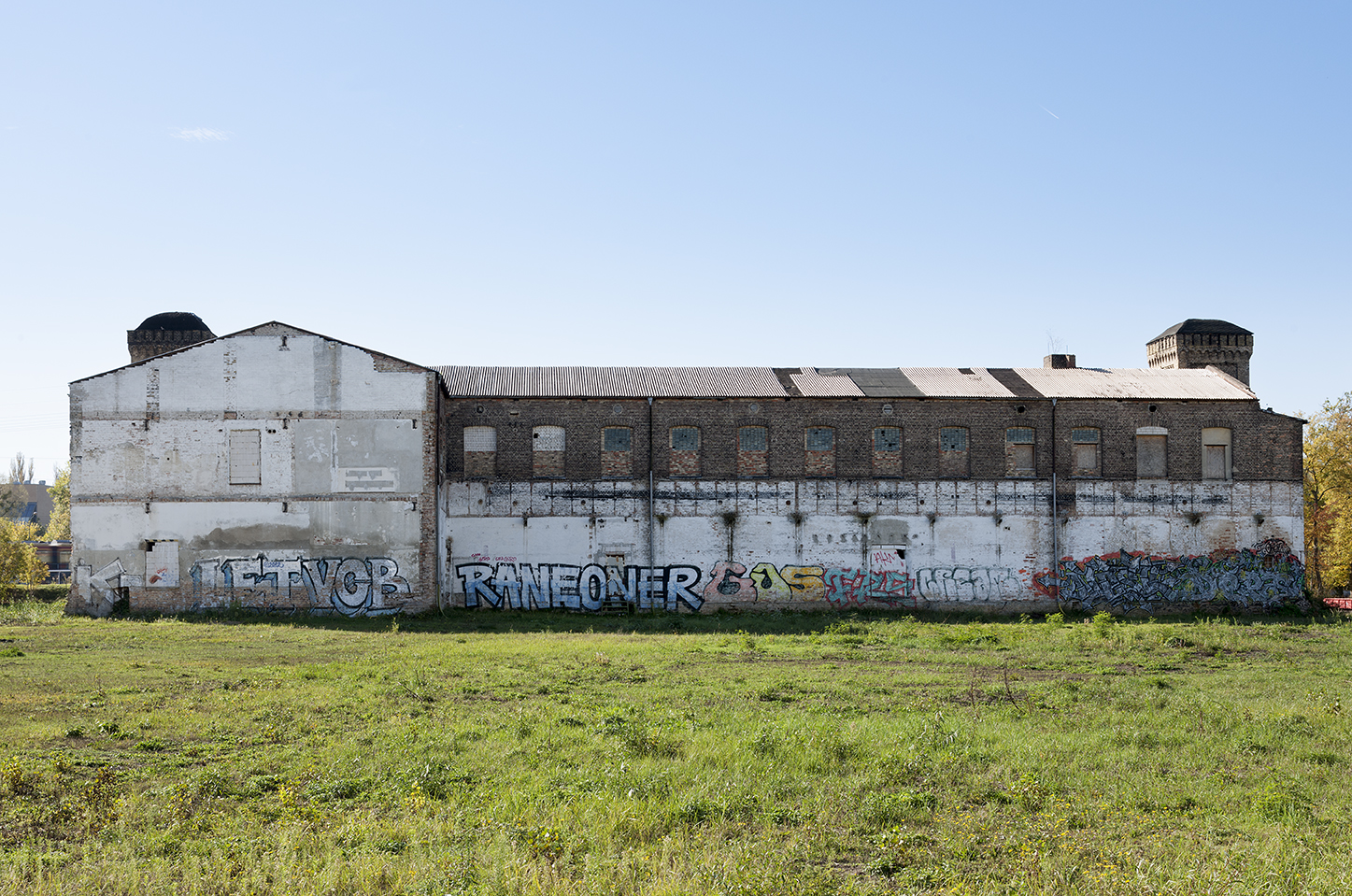
Nordseite mit Abbruchkante späterer Anbauten
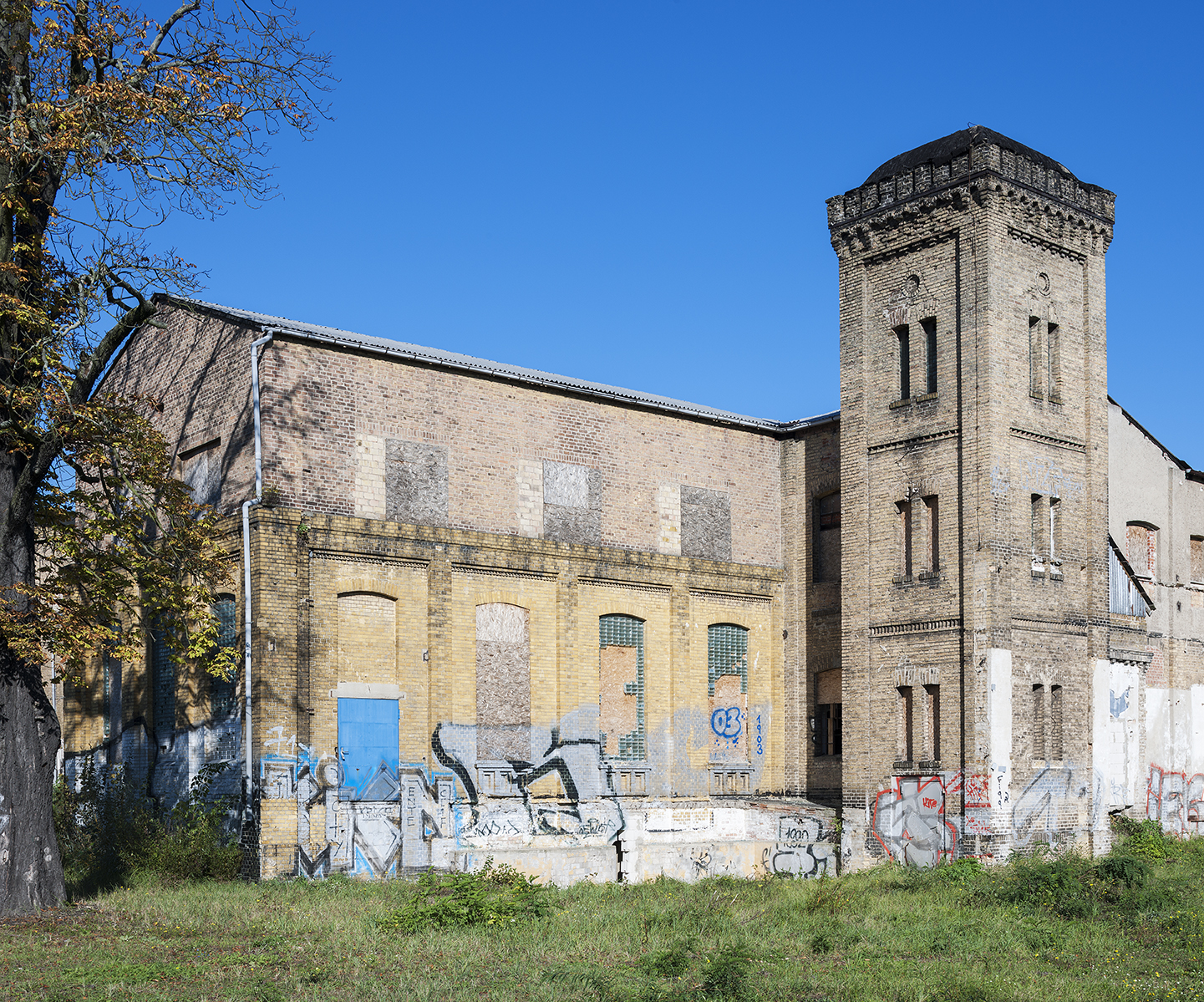
Früheres Maschinenhaus
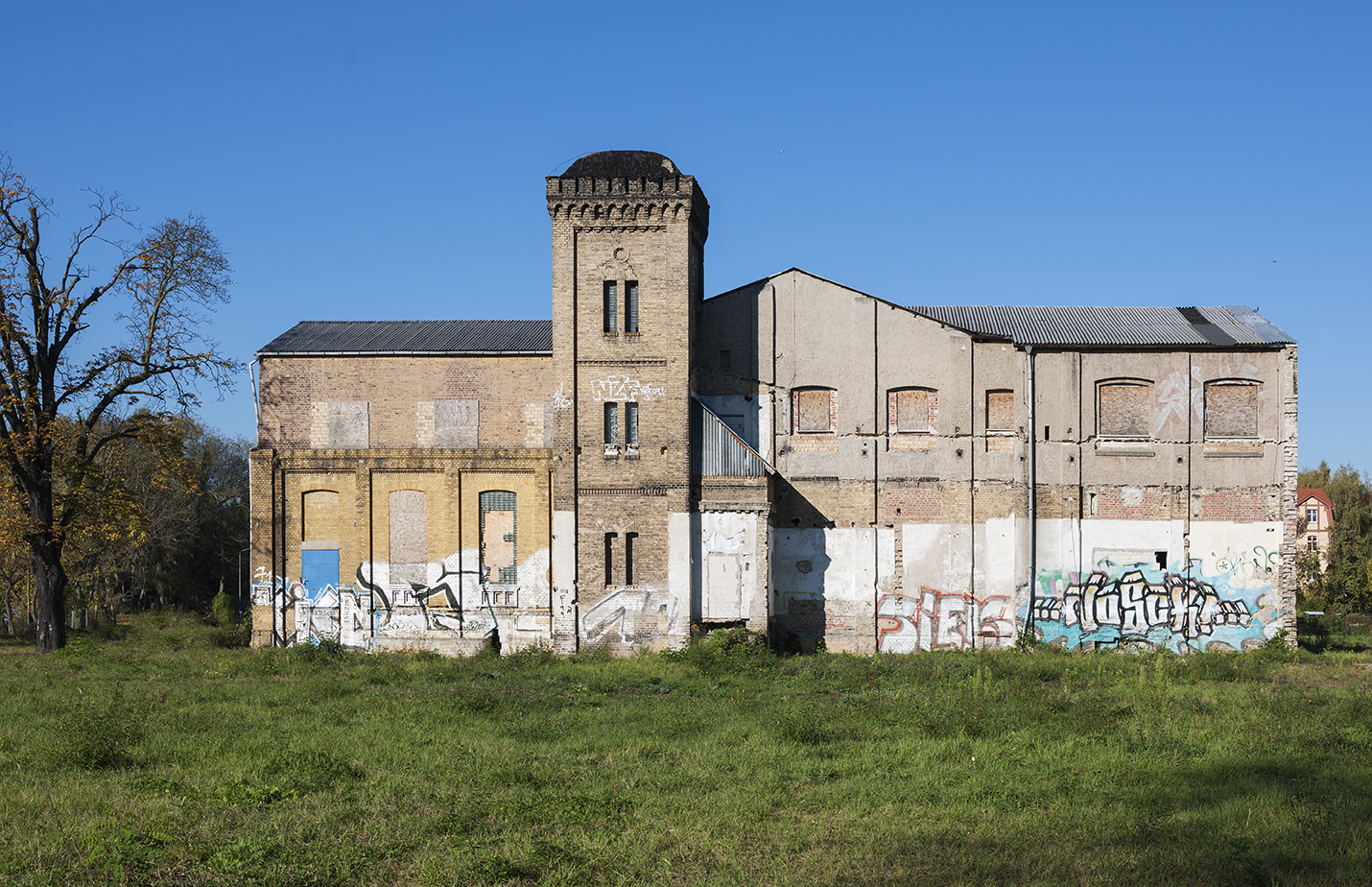
Ostfassade